# Насир Мааши
Насѝр Маашѝ (на френски: Nassir Maachi) е холандско-марокански футболист, нападател. Започва професионалната си кариера през 2005 г. в холандския ФК Утрехт (12 мача, 3 гола). За сезон 2007-2008 г. е преотстъпен на холандския ФК Дордрехт (38 мача, 11 гола). През 2008 г. преминава в холандския СК Камбюр като до края на 2009 г. е играл 55 мача с 15 гола.